# Pavel Petrov-Bytov
Pavel Petrov-Bytov (russisk: Па́вел Петро́вич Петро́в-Бы́тов) (født 23. februar 1895 i Moskva i det Russiske Kejserrige, død 26. oktober 1960 i Sankt Petersborg i Sovjetunionen) var en sovjetisk filminstruktør.

## Filmografi
- Vodovorot (Водоворот, 1927)
- Pugatjov (Пугачёв, 1937)[1]